# Борут (князь)
Борут (словен. Borut; *д/н — †бл. 750) — князь Карантанії (Хорутанії) у 740—750 роках. Ім'я перекладається як «вояк» або «борець». Відновив єдність Карантанії, заснував власну династію.

## Життєпис
Про походження відсутні відомості. Також дослідники не виявили імен попередників Борута. Останній став князем близько 740 року, зумів відновити єдність держави хорутан, яка розпалася на декілька князівств після поразок від лангобардів та варів наприкінці 680-х років.
Було укладено союз з герцогством Баварія. Борут не в змозі самостійно протистояти аварам звернувся до баварського володаря Оділона. Останній в обмін на допомогу висунув вимогу християнізації хорутан й визнання Борутом зверхності Баварії. Завдяки наполегливості Борута мешканці князівства зреклися паганства й перешли до християнства. Це сприяло поліпшенню відносин із західними сусідами. Водночас за підтримки баварського війська в 744—745 роках відкинув аварів від кордонів Карантанії. Водночас розпочалося проникнення до Карантанії латинської культури.
Після його смерті у 749 або 750 році владу успадкував син Горазд та небіж Ґотімиря